# Vicente Gómez de la Cortina y Salceda

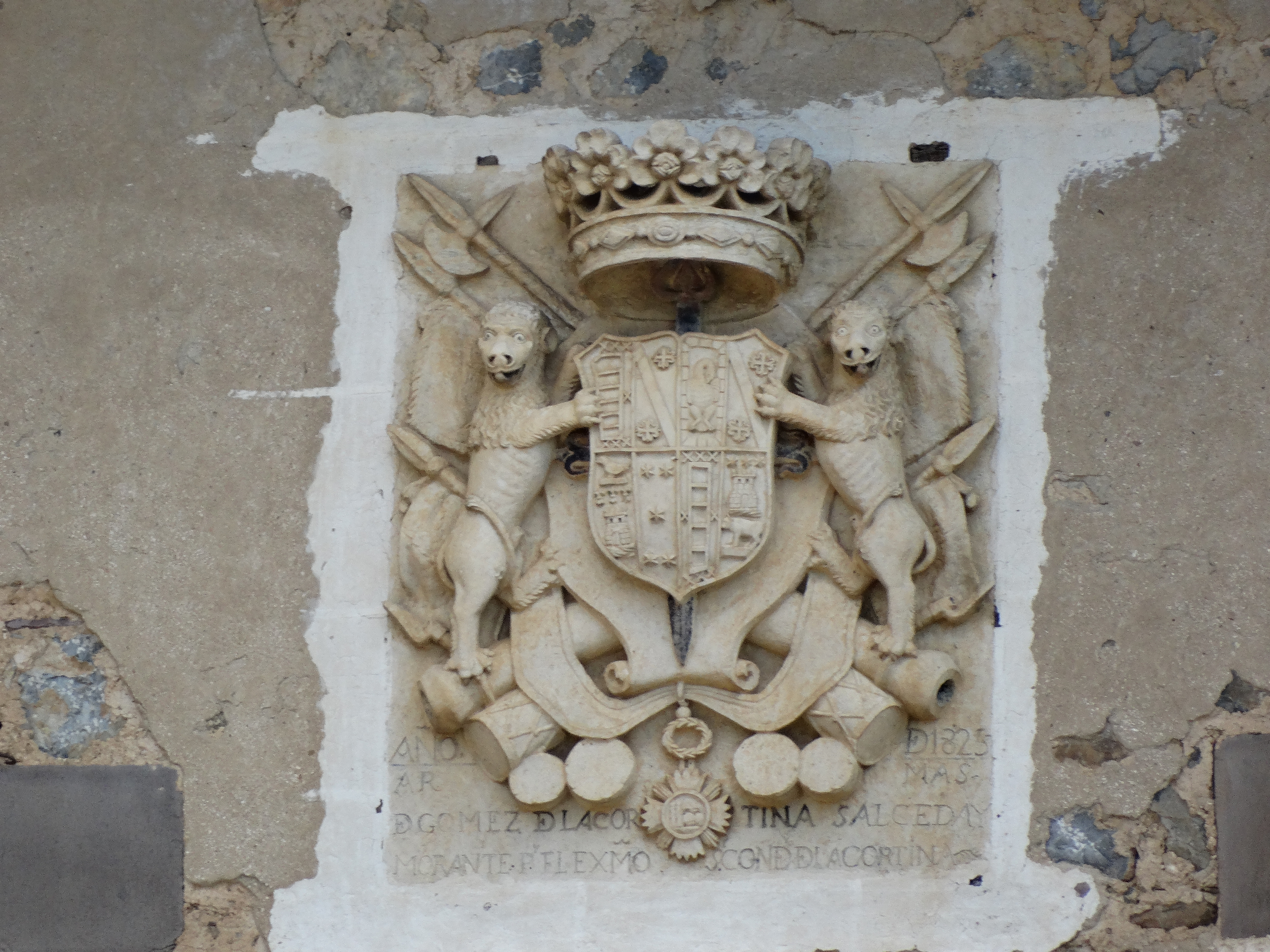
Leyenda por debajo del escudo: «Año de 1823. Armas de Gómez de la Cortina, Salceda y Morante. Pr. El Exmo Sr. Conde de la Cortina»

Vicente Hermenegildo Gómez de la Cortina y Salceda (Salarzón (Cantabria), 1765-Fuentes de Duero, (Valladolid, España), 1842), emigró a Nueva España reclamado por su tío Servando Gómez de la Cortina, primer conde de la Cortina.
Al casarse con su prima María Ana Gómez de la Cortina, heredera del título, se pudo conservar este título dentro de la varonía sin perder el apellido y fue junto con su esposa el segundo conde de la Cortina.
Fue coronel del Regimiento del Comercio en México; Alcalde Ordinario de primera elección; Subdecano de la Asamblea de esta ciudad; Gentil-hombre de Cámara de S.M. con ejercicio. Fue Caballero de Santiago y obtuvo la Gran Cruz de la Real Orden de Isabel la Católica.

## Biografía

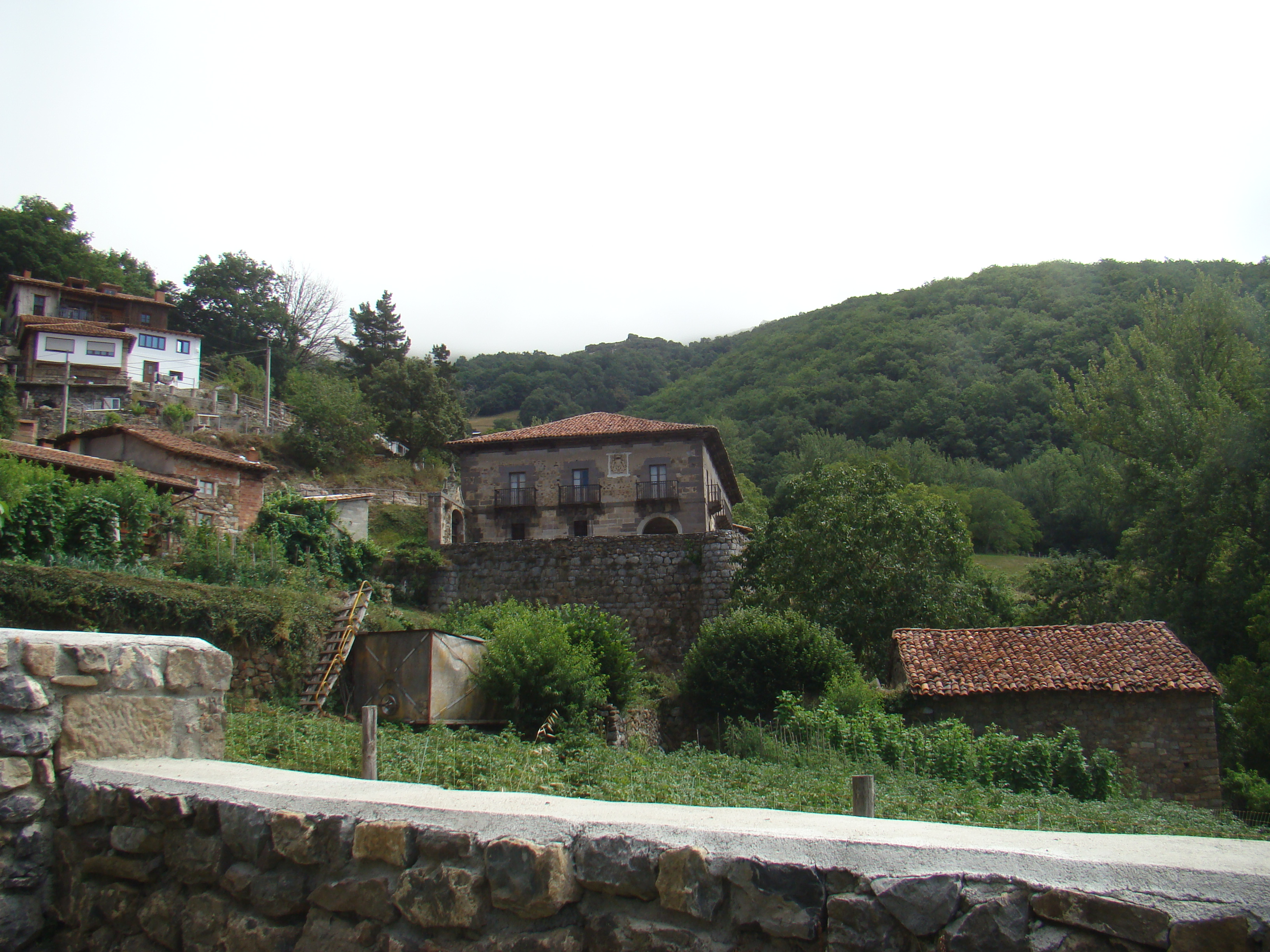
Salarzón, palacio del conde de la Cortina visto desde la iglesia. En este solar estuvo La Caseta

Nació en Salarzón (Cantabria)  en el seno de la reconocida familia hidalga Gómez de la Cortina (reconocimiento desde 1584); era hijo de Pedro Antonio Gómez de la Cortina, natural de Cosgaya (Cantabria) y Catalina Salceda y Morante, natural de Esanos, un barrio del Concejo de Bedoya muy cercano a Salarzón. 
Pedro Antonio y su esposa se mudaron a Salarzón en 1760 y habitaron una casa conocida como «La Caseta» donde criaron ocho hijos. El cuarto de los hijos fue Vicente Gómez de la Cortina y Salceda que emigró a México muy joven, antes de cumplir los veinte años, reclamado por su tío Servando. Allí trabajó en un principio como administrador de las haciendas de su tío.
En 1795 contrajo matrimonio con su joven prima de dieciséis años María Ana hija del primer conde de la Cortina, Servando. Con esta unión se pudo conservar el título nobiliario dentro de la varonía y sin perder el apellido. Tuvieron cinco hijos: María de Jesús, José Justo (tercer conde de la Cortina), Mariano, Joaquín (marqués de Morante), y María de Loreto.

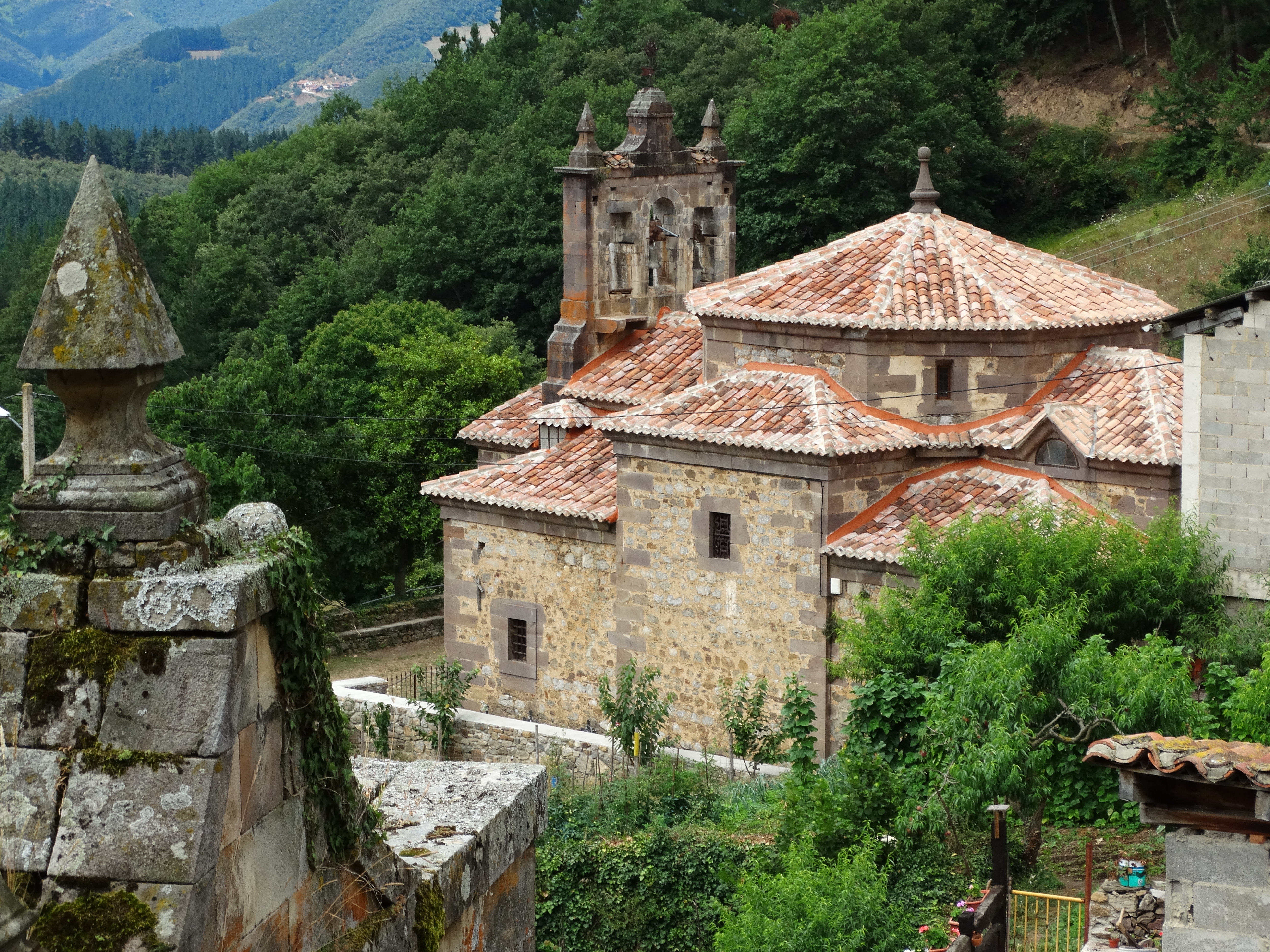
Iglesia de San Juan Bautista en Salarzón

Luchó en el bando realista en la guerra de la Independencia de México controlando a los insurgentes independentistas entre 1811 y 1813 y formó parte de la Junta en Tacubaya como representante del Consulado de Comerciantes de México. A raíz de tales acontecimientos el conde regresó a España  en 1821 con sus hijos varones con la intención de que estos estudiaran una carrera mientras su mujer quedaba en México con las hijas.
En 1823 mandó construir en Salarzón la casa-palacio en el mismo lugar donde estuvo la casa de sus padres llamada La Caseta. En un muro del palacio puede verse un escudo en piedra que lleva las armas del primer conde de la Cortina, Servando, que quedaron vinculadas al segundo conde Vicente Hermenegildo. Debajo del escudo hay una inscripción que dice «Año de 1823. Armas de Gómez de la Cortina, Salceda y Morante. Pr. El Exmo Sr. Conde de la Cortina».

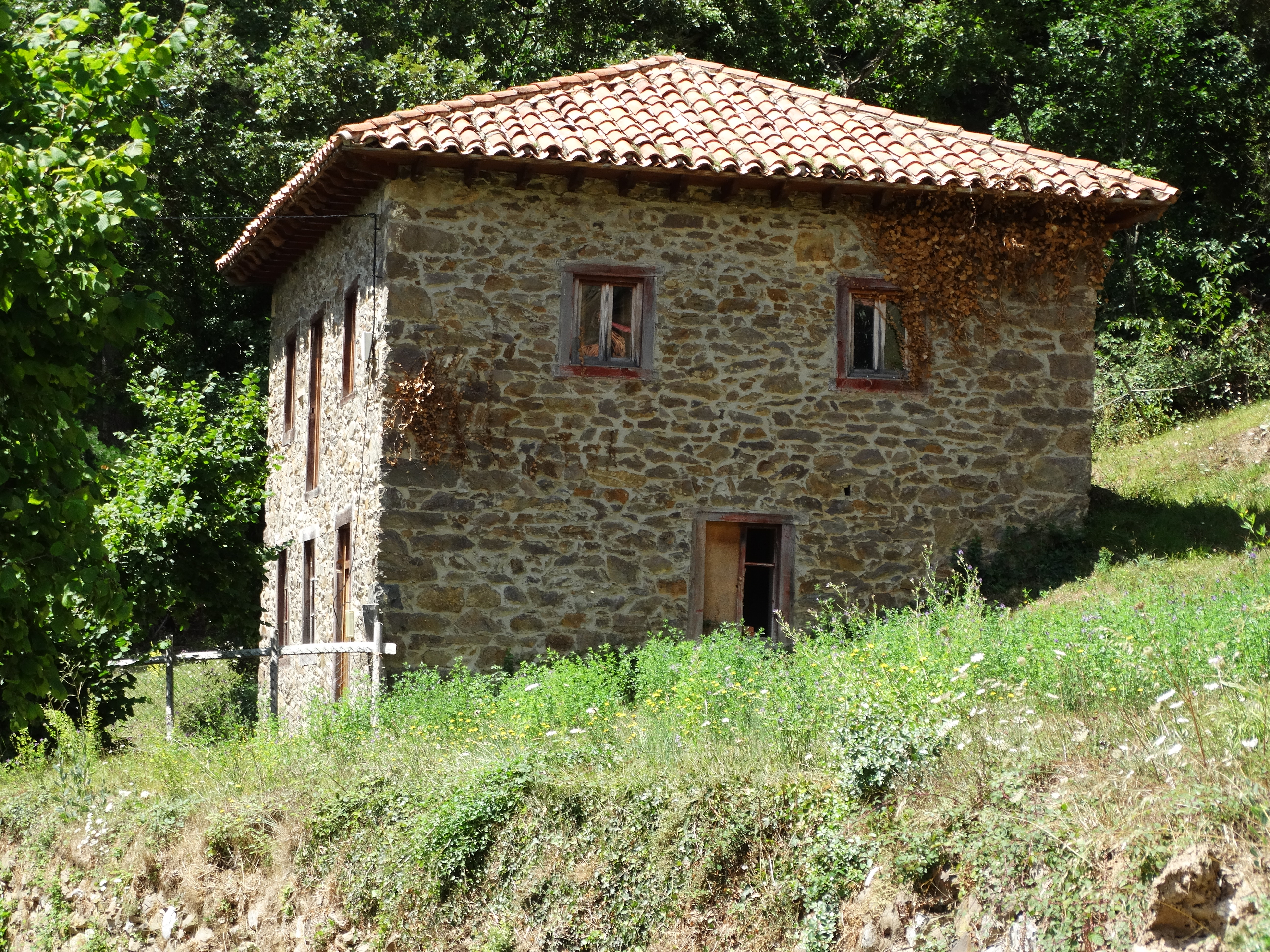
Edificio de las antiguas escuelas patrocinadas por el conde de la Cortina

También mandó construir la iglesia parroquial de san Juan Bautista con una capilla funeraria destinada a su familia y la casa rectoral. 
Ordenó edificar una escuela para instrucción de los niños de la localidad y otra compartida entre los barrios de Esanos y San Pedro cuya inscripción dice «A expensas del Exmo. Sr. Conde de la Cortina. Año de 1828». En sus mandas para el mantenimiento de estas escuelas puede leerse:

... que los niños estén separados a alguna distancia de las niñas, no pudiendo éstas ser castigadas con el uso indecente de los azotes, ni tampoco lo varones a la vista de las niñas, alejando así toda causa que conduzca a la malicia, o dé motivo de ella.

En España invirtió parte de su fortuna en fincas y propiedades cuyo origen en muchos casos fue la desamortización española. De esta forma obtuvo un pequeño soto en Aldeamayor de San Martín del que el diccionario de Madoz da noticia al hablar de este pueblo:

Al NO del pueblo hay un pequeño soto de álamos blancos y negros con su casa de campo propia del conde de la Cortina.

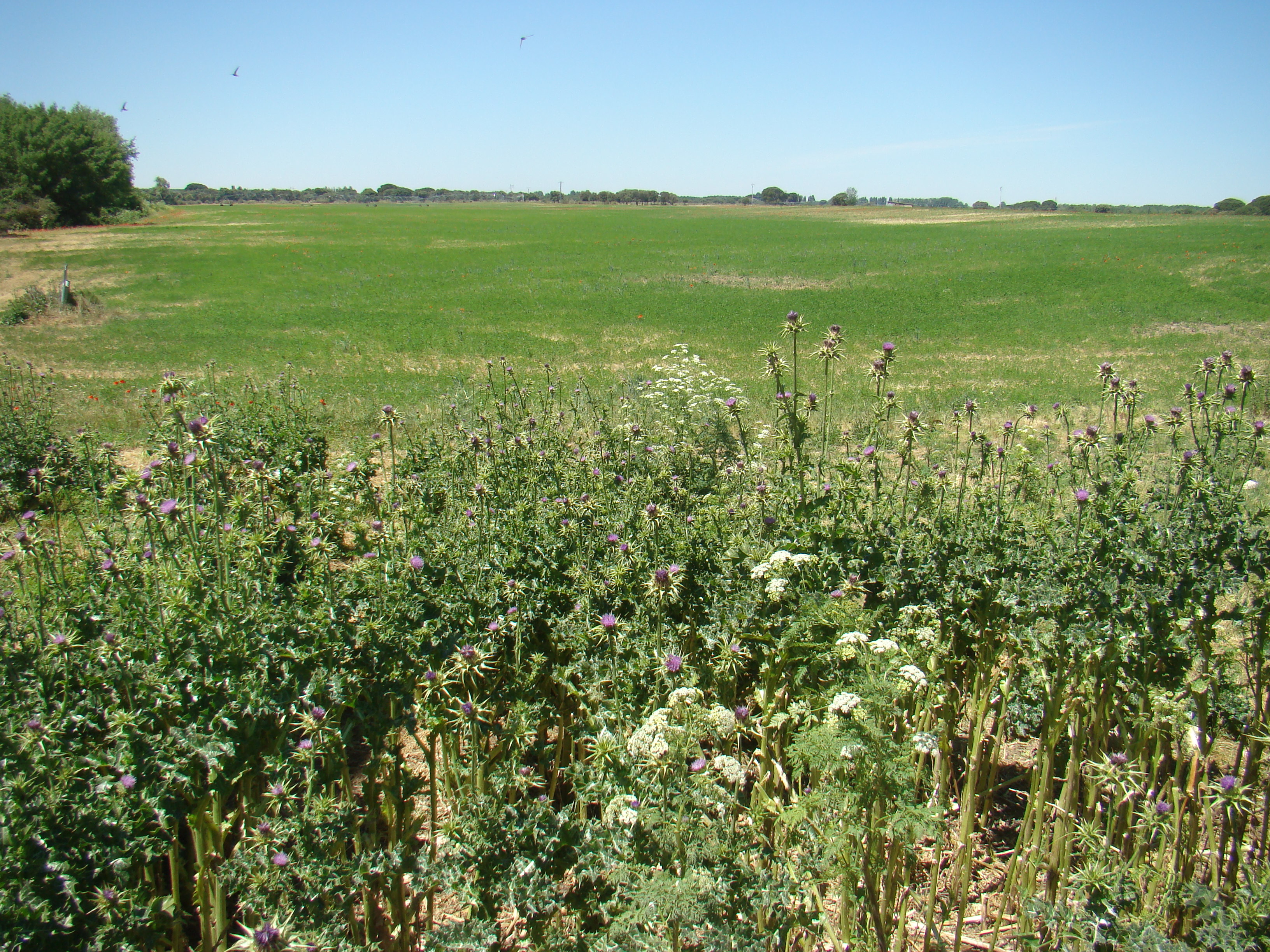
Fuentes de Duero, tierras que fueron de la dehesa del conde de la Cortina

En 1829 adquirió la propiedad conocida como Fuentes de Duero que por entonces era ya un despoblado y lo colonizó de nuevo. Según Madoz en su Diccionario geográfico-estadístico-histórico de España y sus posesiones de Ultramar dedicado a Valladolid:

El conde en 1829 roturó mucha parte del término, edificó el parador, una casa de labranza con magníficas bodega y panera y otras casas para guardas y dependientes datando desde esta fecha su repoblación. Recientemente ha conferido S.M. el título de marqués de Fuentes de Duero al Sr. D. Juan Sevillano.

Del parador todavía se encuentran vestigios; está situado entre Tudela de Duero y La Cistérniga. Del resto de la hacienda sólo se conservan algunas casas viejas y deshabitadas, la iglesia que es obra tardía del románico y la torre desmochada que en algún momento sirvió como granero. Tras la muerte del conde de la Cortina la finca fue vendida por sus familiares y pasó a ser propiedad de Juan de Mata Sevillano y Fraile: militar, banquero y político a quien la reina Isabel II otorgó los títulos de marqués de Fuentes de Duero y duque de Sevillano.
Vicente Gómez de la Cortina murió el 3 de abril de 1842 en su propiedad de Fuentes de Duero. Había otorgado testamento el 31 de marzo de ese mismo año. Por propia voluntad se trasladaron sus restos el 19 de mayo al panteón de la capilla de la iglesia de San Juan Bautista en Salarzón.